# 盖特维莱尔
盖特维莱尔（法語：Gertwiller，发音：[gɛʁtvilɛʁ]）是法国下莱茵省的一个市镇，属于塞莱斯塔-埃尔什泰因区和上奈县（Obernai）。该市镇总面积4.89平方公里，2009年时的人口为969人。

## 人口
盖特维莱尔人口变化图示